# 玛丽昂·琼斯·法夸尔
玛丽昂·琼斯·法夸尔（英語：Marion Jones Farquhar，1879年11月2日—1965年3月14日），美国女子网球运动员。她曾代表美国参加1900年夏季奥林匹克运动会网球比赛，获得女子单打铜牌。她于2006年入选国际网球名人堂。